# Eochaid mac Domnaill
Pour les articles homonymes, voir Eochaid.
Eochu ou Eochaid mac Domnaill co Ard ri Érenn de 569 à 572.
Eochu ou Eochaid était le fils aîné de l'Ard ri Érenn Domnall mac Muirchertach et de son épouse Brig.

## Co Ard ri Erenn
Il régna trois ans conjointement avec son oncle Báetán mac Muirchertach le dernier fils de Muirchertach Mac Ercae du Cenél nÉogain des Ui Neill du Nord. 
Les Annales mentionnent le meurtre de deux descendants de Muiredach (mac Éogan mac Niall Noigiallach) i.e Baetan mac Muirchertach & Eochaid mac Domnaill par Cronan mac Tigernach roi du Ciannachta de Glenn Geimin dans l'actuel comté de Derry.